# Abasolo del Valle
La localidad de Abasolo del Valle está situada en el municipio de Playa Vicente, Estado de Veracruz, México.
Está comunidad tiene orígenes mixtecos, dónde los colonos de esta localidad fueron migrantes de las tierras Oaxaqueñas.  
Historia de Abasolo. Testimonio de don Juan Hernández Rojas. 24 de junio de 2022 
1952
El señor Domitilo López Sánchez mando una carta a San Juan Mixtepec, Oaxaca, invitando a la gente que quisiera venir al estado de Veracruz, que había tierra para trabajar.
Mi vecino y mi papá se pusieron de acuerdo y vinieron a Córdoba a hablar personalmente con el señor Domitilo. Luego regresaron, prepararon sus cosas y vinimos todos. Llegamos a La Luz. Éramos tres familias. Estuvimos como un mes. De ahí, el señor Domitilo reunió a todos los que estaban en la lista, que son 530 hombres y mujeres.
Llegamos a la estación de Isla. Había puras casas de palma. Ahí conocí al señor Pancho Ortiz, quien tenía una camioneta. La manejaba su hijo Pedro, a quien le decían Perico. Empezaron a acarrear gente. Llegamos a Calientillo, al pie de una pochota, las tres familias juntas.
1953
El señor Domitilo salía muy seguido a México. Solo él sabía qué papeles traía en las manos.
Si llegaba el señor Guarino Tress con sus compañeros, cuatro o cinco a caballo, con arma al cinto, casi le gritaba al señor Domitilo, pero este, con mucha calma. Nunca levantó la voz contra ellos. Nosotros, amontonados con él. Entonces habló en mixteco: “Por favor, compañeros, no vayan a levantar la mano contra estos señores porque si algo les pasa, viene el gobierno y nos corre a todos. Dejarlo a mí”. Habló así porque las mujeres traían armas debajo de sus rebozos.
1953-1954
Se trazó la calle y el sitio donde iba a ser el pueblo, pero siempre no fue ahí.
Principios de 1954
Reunió el señor Domitilo a su gente: “Vamos a buscar la mojonera rumbo a Agua Fría”. Llegamos. Allá estaba un palo bastante grande con una marca. “Aquí es”, dijeron. Unos con hacha y otros con machete, empezamos a abrir la brecha general, como de 20 metros de ancho, pero se nos acabó la comida. Comimos todas las clases de yerba que se comen. Me acuerdo de que pasamos por donde está un palo de guajilote. También comimos. Como el señor Domitilo traía planos del terreno, iba midiendo a qué distancia tenía que llegar. A los ocho días, llegamos a donde era. Voy a mencionar algunos nombres de los compañeros:
Nuestro jefe era el señor Domitilo López S.
Pedro Chávez
Felipe Rojas
Faustino Patiño
Enedino Zita 
Gregorio Sánchez
Alvino Sánchez
Emiliano Hernández
Cornelio Bautista y sus hermanos
Luis Ramírez
(?) Velasco
Esteban Aquino
Ricardo Antonino
Manuel Antonino
Pedro Bautista
Francisco Santiago
Feliciano Santiago
Andrés Cervantes
Vicente C.
Fidel López Aquino
Hilario Cruz
El señor Ismael Montes vivía de este lado del arroyo. Pasaba la vereda por el patio de su casa. Afuera estaba su señora con un rollo de tortillas. Conforme íbamos pasando, nos regalaba de a dos tortillas a cada quien. Cuando comí las tortillas, sentí que me volvió la vida. Llegamos a Calientillo, cada quien a sus chozas.
Pasó como un mes. Otra vez, del mismo lugar donde está el mismo palo grande con marca, se arrancó la brecha general rumbo a El Naranjo. Llegó la brecha a la mera bajada, antes de llegar al arroyo que va a El Naranjo. De ahí, regresamos a Calientillo. A otros compañeros les tocó la brecha que va de largo hasta Galeana.
Entonces vino un ingeniero que se llamaba Pedro. Era rengo. Salió mal con la brecha. Entonces vino el ingeniero Castañeda. Empezó a trabajar la brecha 1-2-3.
Dicen que don Macedonio Sánchez se perdió una noche y hasta el otro día lo encontraron, que durmió arriba de un palo. A mí me tocó la brecha que pasó por las tablas, pasó donde es panteón. Allá adelante me enfermé de paludismo. Castañeda me regaló dos pastillas de Aralén y con eso me controlé.
Salimos a la brecha general, entramos en otra. Ya íbamos a la mitad. En la que pasa por la laguna, nosotros ya cumplimos 15 días. Cuando llegaron más compañeros, dijo Castañeda: “No se vayan, compañeros. Entre todos, sacamos la brecha hasta la orilla y nos vamos todos”. Yo ya estaba aburrido. Salimos por donde trabajaba el señor Juan Soler. Ese señor sembraba mucho maíz.
Llegamos a Calientillo hechos un espantapájaros. El ingeniero tenía que terminar las parcelas de 50 hectáreas. Entonces vino el ingeniero Miguel Ángel; se encargó de trazar las calles de la zona urbana.
Para limpiar un poco el parque, había mucho palo tirado para hacerlo trozos con una sierra, de las que les dicen sardinas. Parecíamos hormigas empujando el trozo para fuera del parque.
1955
El señor Domitilo López S. entregó la parcela a cada quien por número o por lista, y un sitio.
Principios de 1956
Empezó la gente a moverse de Calientillo a la laguna Encantada o la laguna de Lagartos.
Yo cuento lo que viví, lo que sufrí, hace 70 años
Juan Hernández Rojas 
Pueden descargar la versión para imprimir, aquí: https://www.dropbox.com/scl/fi/bdlx05p4zex07g629vuz0/Testimonio-de-don-Juan-Hern-ndez-Rojas-final.pdf?rlkey=ud1lq3bc3uihjeejxg0q4lelt&dl=0

## Datos geogro del valle cos
Su población rebasa los 4000 habitantes y su zona urbana cuenta con más de 350 hectáreas de extensión.

## Actividad económica
Abasolo del Valle es una de las localidades más importantes en producción agrícola y ganadera de la región con 23 000 hectáreas útiles de sembradíos y pastizales, su expo-feria ganadera es la segunda en importancia sólo detrás de la de Playa Vicente y se espera una creciente explosión en producción y crecimiento gracias a ricos yacimientos de petróleo y gas natural que se encontraron en su territorio en las carretera que lo une con los municipio de Isla y Juan Rodríguez Clara, Ver.

## Historía

### Antecedentes
La existencia  importante población mixteca de San Juan Mixtepec, Distrito de Juxtlahuaca, Oaxaca, en el Municipio de Playa Vicente del Estado de Veracruz, se debe a una migración de campesinos mixtecos que tiene lugar en la década de 1930. Ésta migración es resultado del crecimiento de la población de la localidad, lo cual genera necesidades de trabajo y vivienda; aunque en un principio los destinos fueron diversos al interior de la República Mexicana, el mayor flujo de migración comienza a tener como destino la ciudad de Córdoba, Veracruz. 

### Fundación

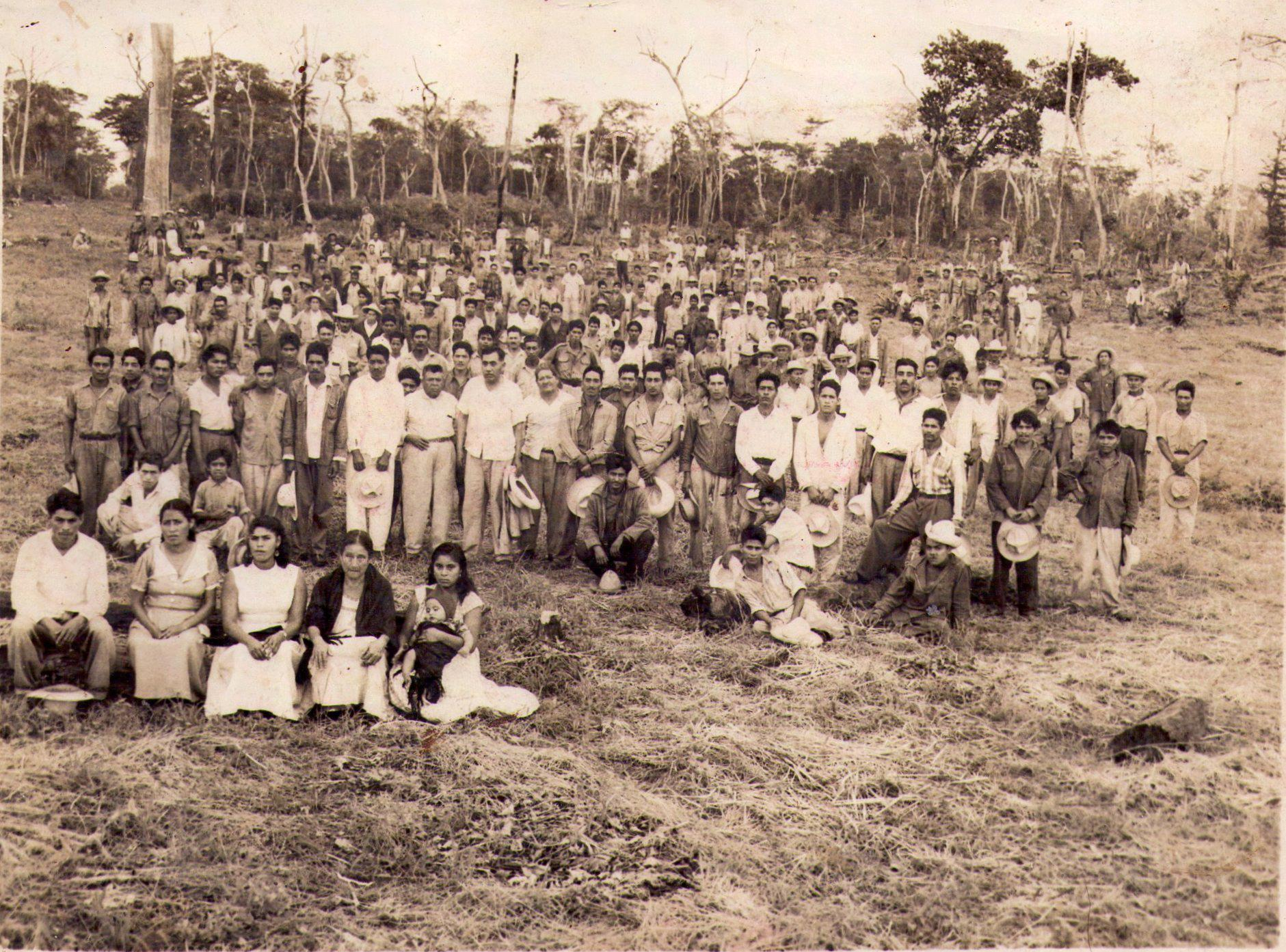
fundación de abasolo del valle

"La  fundación conformada por 513 colonos y que hoy es el nombre de la localidad “Abasolo del Valle” y cuya piedra de asentamiento se coloca el 5 de febrero de 1956 en la nueva zona urbana del municipio de Playa Vicente. Los terrenos reúnen las mejores condiciones para trabajar y vivir, aptos para la agricultura y la ganadería. La adquisición de los terrenos se realiza mediante compra-venta y el día 08 de noviembre de 1960 en una visita a la localidad por el Presidente de la República, Adolfo López Mateos, son entregadas las Actas de Posesión a los nuevos colonos."

## Cultura indígena en Abasolo del Valle
El 57,76 % de la población es indígena, y el 25,25 % de los habitantes habla una lengua indígena. El 0,81 % de la población habla una lengua indígena y no habla español.[cita requerida]

## Equipamiento educativo público
Cuenta con 4 escuelas primarias, una secundaria (con participaciones estatales) y un Telebachillerato:
- Escuela Benito Juárez García: de primaria en horario matutino
- Escuela Lic. Benito Juárez García: de primaria en horario vespertino
- Escuela Amado Nervo: de primaria en horario turno completo
- Escuela Mariano Abasolo: de primaria indígena en horario matutino
- Escuela Carmen Ramos del Río: de preescolar
- Escuela Emiliano Zapata:  de telesecundaria en horario matutino.
- Escuela Telebachillerato Abasolo del Valle: de bachillerato en horario matutino.
- Escuela dolfo López Mateo, de Preescolar indígena
- Escuela Lic. Adolfo López Mateos, de Preescolar.
- Escuela Juan Enrique Pestalozzi, de Preescolar.

## Vegetación acuática
Existe una laguna misma que se ubica dentro de la mancha urbana de la localidad Abasolo del Valle; el borde de esta laguna está invadido por lirio acuático (Eichhornia crassipes), lechuga de agua (Pistia statiotes), y estrella de agua (Nymphoides verrucosa) cuya altura oscila entre los 40 y 60 centímetros, a excepción de esta última especie que se mantiene flotando sobre el espejo de agua de la laguna.
Particularmente en uno de los caminos existentes con la intersección del arroyo Celestino y a una distancia de 2.5 km a la localidad por el margen derecho de este cauce se encontró una especie arbórea (Pachira aquatica) conocida localmente como apompo, o zapote de agua. Esta especie cubría un área aproximadamente de 2 a 3 metros lineales, la altura promedio es de 2 a 5 metros.

## Deportes
El deporte más popular y de mayor difusión en la localidad es el fútbol. Cuenta con 2 campos deportivos, Campo del Panteón y El Campo la Pochota. El basquetbol cuenta con una cancha a un costado del domo del salón social.